# Retama dasycarpa
Retama dasycarpa là một loài thực vật có hoa trong họ Đậu. Loài này được Coss. miêu tả khoa học đầu tiên.